# Либоттон, Гюстав
Гюстав Корней Либоттон (фр. Gustav Corneille Libotton; 24 апреля 1843, Брюссель — 16 мая 1891, Лондон) — бельгийский виолончелист и музыкальный педагог.
Окончил Брюссельскую консерваторию по классу Франсуа Серве. В 1864 году сопровождал Иоганна Штрауса в гастрольной поездке в Санкт-Петербург, был замечен публикой. С 1869 года играл в оркестре театра Ла Монне и одновременно преподавал в Брюссельской консерватории. В 1880 году перебрался в Великобританию и получил должность профессора в Гилдхоллской школе музыки. Предпочитая по характеру педагогическую деятельность концертной, он завоевал исключительную популярность в музыкальных кругах Лондона и вёл около 60 студентов; с высокой оценкой педагогической работы Либоттона выступил Альфредо Пиатти. В 1887 году получил британское подданство.
Умер от туберкулёза.